# Thelocactus buekii
Thelocactus buekii är en kaktusväxtart som först beskrevs av Klein bis, och fick sitt nu gällande namn av Nathaniel Lord Britton och Joseph Nelson Rose. Thelocactus buekii ingår i släktet Thelocactus och familjen kaktusväxter. Inga underarter finns listade i Catalogue of Life.